# Liste der Biografien/Kret
Liste der Biografien |
Portal Biografien |
Personensuche
# |
A |
B |
C |
D |
E |
F |
G |
H |
I |
J |
K |
L |
M |
N |
O |
P |
Q |
R |
S |
T |
U |
V |
W |
X |
Y |
Z |
?
 
Ka |
Kb |
Kc |
Kd |
Ke |
Kf |
Kg |
Kh |
Ki |
Kj |
Kl |
Km |
Kn |
Ko |
Kp |
Kr |
Ks |
Kt |
Ku |
Kv |
Kw |
Ky |
Kx |
Kz
 
Kra |
Krb |
Krc |
Kre |
Krg |
Krh |
Kri |
Krj |
Krk |
Krl |
Krm |
Krn |
Kro |
Krp |
Krs |
Krt |
Kru |
Kry |
Krz
 
Krea |
Kreb |
Krec |
Kred |
Kree |
Kref |
Kreg |
Kreh |
Krei |
Krej |
Krek |
Krel |
Krem |
Kren |
Kreo |
Krep |
Kres |
Kret |
Kreu |
Krev |
Krew |
Krex |
Krey |
Krez
Die Liste der Biografien führt alle Personen auf, die in der deutschsprachigen Wikipedia einen Artikel haben. Dieses ist eine Teilliste mit 190 Einträgen von Personen, deren Namen mit den Buchstaben „Kret“ beginnt.

## Kret

### Krete
- Kreter, Horst (1927–2004), deutscher Journalist und Parteifunktionär (NDPD), MdV
- Kreter, Karljosef (* 1955), deutscher Archivar, Autor und Herausgeber
- Kreter, Tobias (* 1982), deutscher Designer

### Kreth
- Kreth, Christian (1878–1963), deutscher Schwimmer
- Kreth, Elisabeth, deutsche Juristin, Richterin und Gerichtspräsidentin
- Kreth, Hermann (1860–1932), deutscher Jurist, Wirtschaftsfunktionär und Politiker, MdR
- Krethlow, Carl Alexander (* 1965), Schweizer Militärhistoriker

### Kreti
- Křetínský, Daniel (* 1975), tschechischer Unternehmer

### Kretk
- Kretkowski, Volkmar (* 1938), deutscher Pädagoge und Politiker (SPD), MdB

### Krets
- Kretschetow, Fjodor Wassiljewitsch (* 1743), russischer Freidenker
- Kretschman, Kelly (* 1979), US-amerikanische Softballspielerin
- Kretschmann, Andrea, deutsche Soziologin
- Kretschmann, Arthur von (1836–1889), preußischer Generalmajor
- Kretschmann, Charlotte (1909–2024), deutsche Altersrekordlerin
- Kretschmann, Christian (* 1993), deutscher Eishockeyspieler
- Kretschmann, Erich (1887–1973), deutscher Physiker
- Kretschmann, Erich (1899–1956), deutscher Fußballspieler
- Kretschmann, Erna (1912–2001), deutsche Naturschützerin, Pazifistin und Politikerin
- Kretschmann, Friedrich (1858–1934), deutscher HNO-Arzt und Hochschullehrer
- Kretschmann, Hans von (1832–1899), preußischer General der Infanterie
- Kretschmann, Hans-Josef (* 1902), deutscher Fußballspieler und -trainer
- Kretschmann, Heike (* 1968), deutsche Sportmanagerin und Politikerin (SPD), MdBB
- Kretschmann, Jochen (* 1932), deutscher Buchautor
- Kretschmann, Johann Wilhelm (1702–1758), Bezirksarzt, Bürgermeister, Hochfürstlich-Brandenburgischer Bergrat, Verfasser eines Standardwerks
- Kretschmann, Johannes (* 1978), deutscher Politiker (Bündnis 90/Die Grünen), MdB
- Kretschmann, Jürgen (* 1959), deutscher Wissenschaftler und Hochschullehrer
- Kretschmann, Karl Friedrich (1738–1809), deutscher Lyriker, Lustspielautor und Erzähler
- Kretschmann, Kurt (1914–2007), deutscher Naturschützer
- Kretschmann, Levke (* 2000), deutsche Handballspielerin
- Kretschmann, Marcus (* 1971), deutscher Politiker (CDU)Marcus Kretschmann (* 1971)

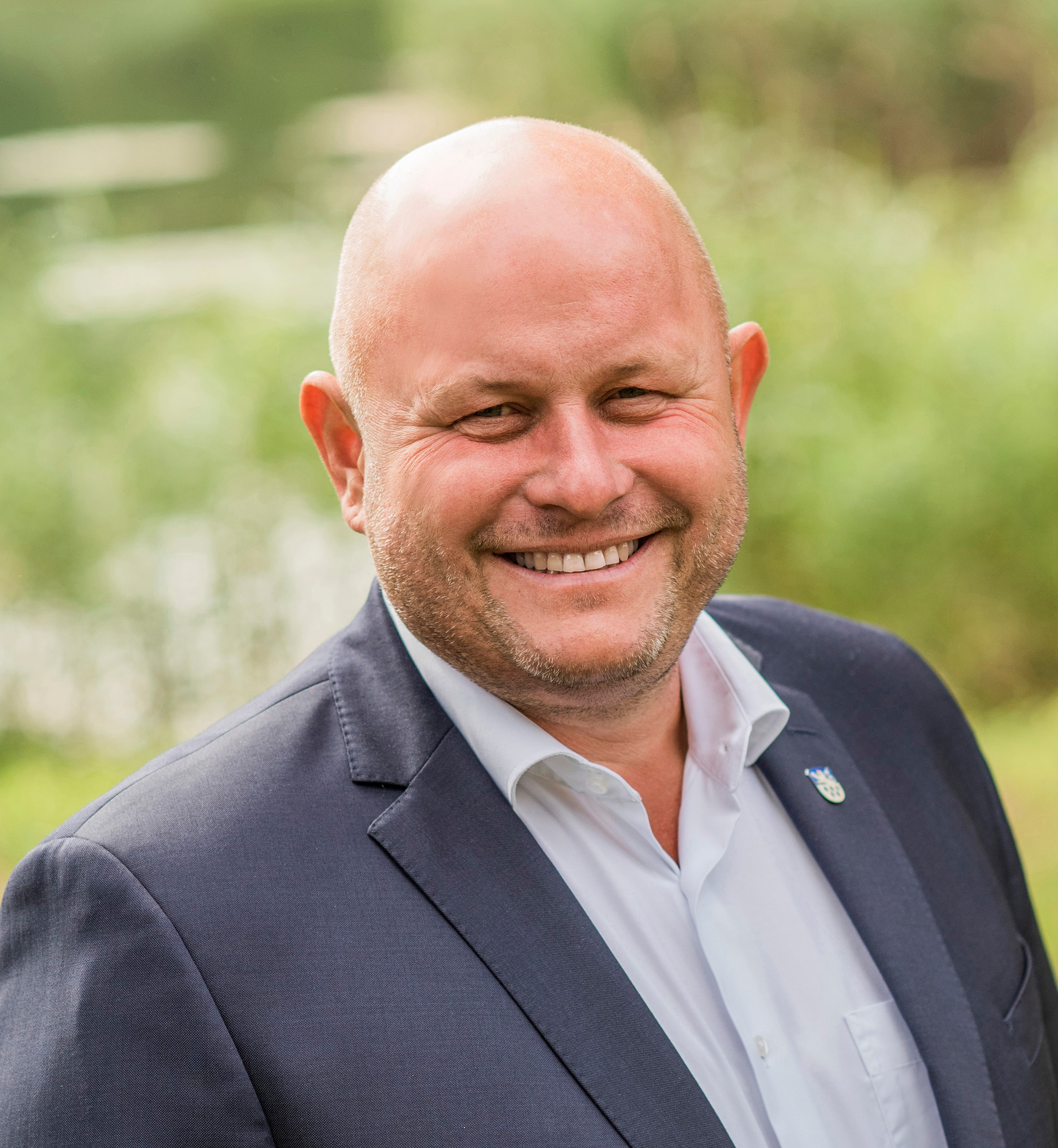
Marcus Kretschmann (* 1971)

- Kretschmann, Max (1890–1972), deutscher Bankier
- Kretschmann, Melanie (* 1975), deutsche Schauspielerin
- Kretschmann, Moritz von (1790–1868), bayerischer Generalmajor, Kommandant des Kadettenkorps
- Kretschmann, Paul (1901–1993), deutscher Bibliothekar
- Kretschmann, Schirin (* 1980), deutsche Künstlerin und Hochschullehrerin
- Kretschmann, Steffen (* 1980), deutscher Boxer
- Kretschmann, Theodor von (1762–1820), deutscher Politiker, Jurist und Publizist
- Kretschmann, Thomas (* 1962), deutscher Schauspieler
- Kretschmann, Wilhelm (1848–1922), deutsch-russischer Flötist und Hochschullehrer
- Kretschmann, Winfried (* 1948), deutscher Politiker (Bündnis 90/Die Grünen), MdL, MinisterpräsidentWinfried Kretschmann (* 1948)

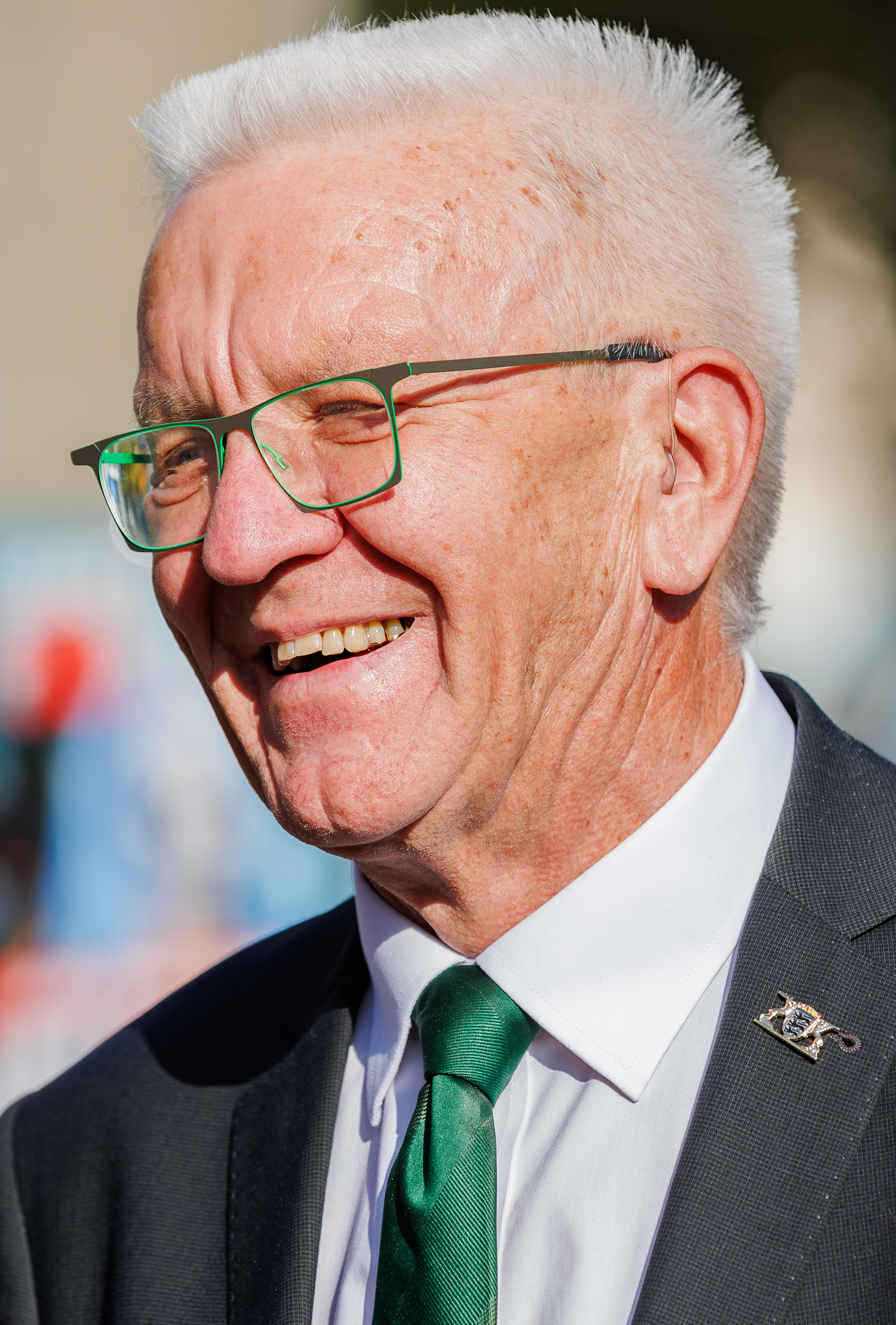
Winfried Kretschmann (* 1948)

- Kretschmann-Winckelmann, Frieda (1870–1939), deutsche Malerin, Grafikerin und Bildhauerin
- Kretschmar, Carl († 1847), deutscher Maler
- Kretschmar, Eberhard (1909–1992), deutscher Literaturwissenschaftler
- Kretschmar, Erich (1880–1929), deutscher Verwaltungsbeamter und Landrat von Wittgenstein
- Kretschmar, Georg (1925–2009), evangelischer Theologe
- Kretschmar, Hans (1902–1945), deutscher Wirtschaftswissenschaftler und Hochschullehrer
- Kretschmar, Hans Alfred von (1846–1917), sächsischer Oberst, Schriftsteller und Organisator
- Kretschmar, Helmut (* 1928), deutscher Konzert- und Oratoriensänger (Tenor) sowie emeritierter Gesangsprofessor
- Kretschmar, Lisa (1918–1988), deutsche Tänzerin und Choreografin
- Kretschmar, Otto (1864–1933), deutscher Politiker (DNVP) und Mitglied des Sächsischen Landtages
- Kretschmar, Paul Gustav (1865–1942), deutscher Rechtswissenschaftler und Hochschullehrer
- Kretschmar, Ralph (* 1980), deutscher Künstler, Schauspieler und MusikerRalph Kretschmar (* 1980)

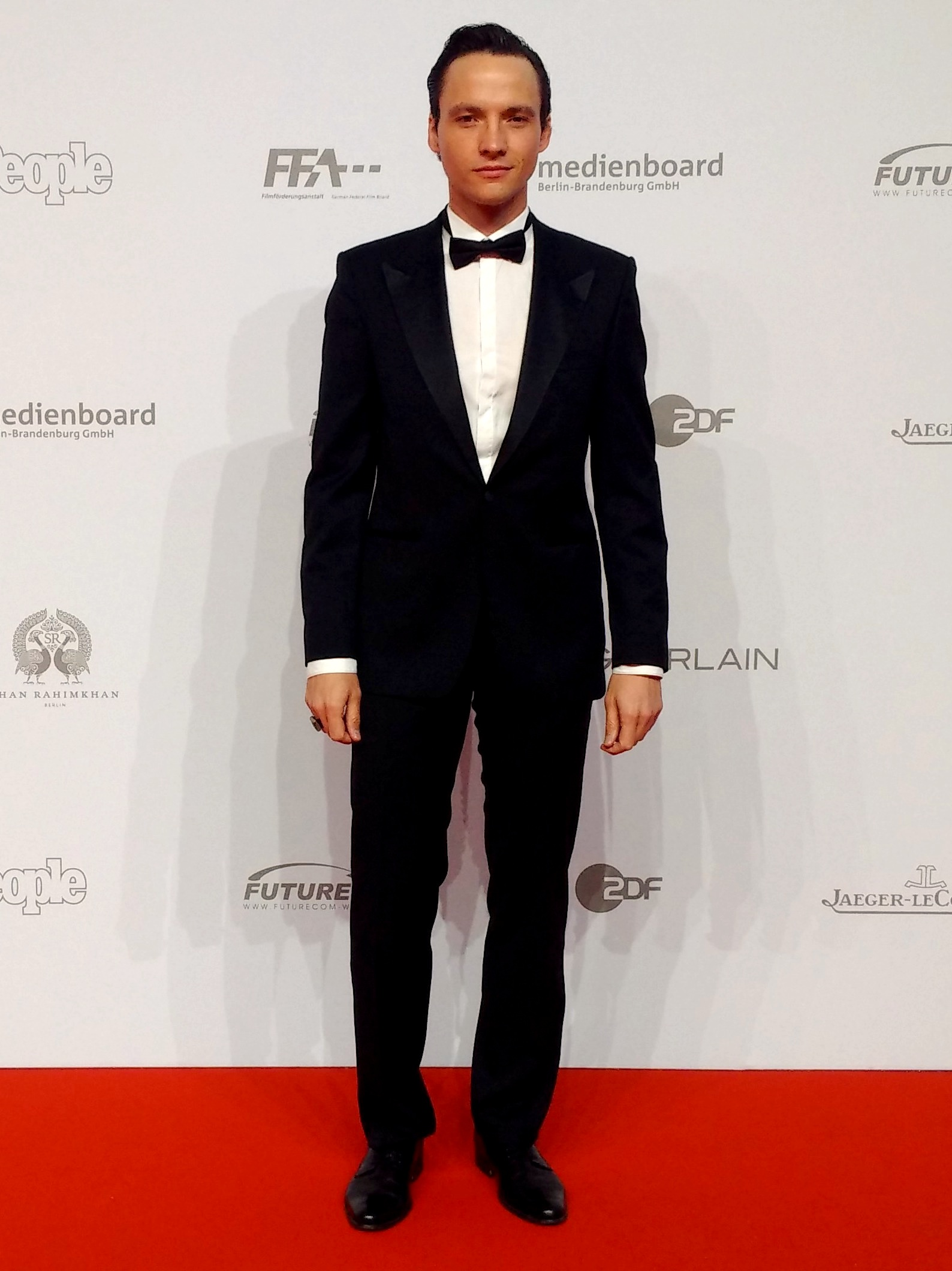
Ralph Kretschmar (* 1980)

- Kretschmar, Thomas (* 1963), deutscher Wirtschaftswissenschaftler, klinischer Psychologe und Unternehmer
- Kretschmar-Fischer, Renate (1925–2016), deutsche Pianistin und Hochschullehrerin
- Kretschmayr, Heinrich (1870–1939), österreichischer Historiker und Archivar
- Kretschmer, Albert (1825–1891), deutscher Maler
- Kretschmer, Alfred (1894–1967), deutscher Generalleutnant im Zweiten Weltkrieg und Militärattaché in Tokio
- Kretschmer, Anna (* 1955), deutsche Slawistin
- Kretschmer, Annelise (1903–1987), deutsche Fotografin
- Kretschmer, Beatriz (* 1928), chilenische Sprinterin und Weitspringerin
- Kretschmer, Bernd (* 1941), deutscher Lehrer
- Kretschmer, Bernhard (* 1965), deutscher Rechtswissenschaftler
- Kretschmer, Birte (* 1970), deutsche Schauspielerin und Hörspielsprecherin
- Kretschmer, Carola (1948–2023), deutsche Gitarristin
- Kretschmer, Christiane, deutsche Diplomingenieurin und ehemalige Richterin am Thüringer Verfassungsgerichtshof
- Kretschmer, Cleo (* 1951), deutsche Schauspielerin, Drehbuch- und Romanautorin
- Kretschmer, Edmund (1830–1908), deutscher Organist und Komponist
- Kretschmer, Emma (1895–1960), deutsche Pädagogin
- Kretschmer, Ernst (1888–1964), deutscher Psychiater
- Kretschmer, Finn (* 1994), deutscher Handballspieler
- Kretschmer, Franz (1863–1939), deutscher Chorleiter und Komponist
- Kretschmer, Gero (* 1985), deutscher Tennisspieler
- Kretschmer, Guido Maria (* 1965), deutscher ModedesignerGuido Maria Kretschmer (* 1965)

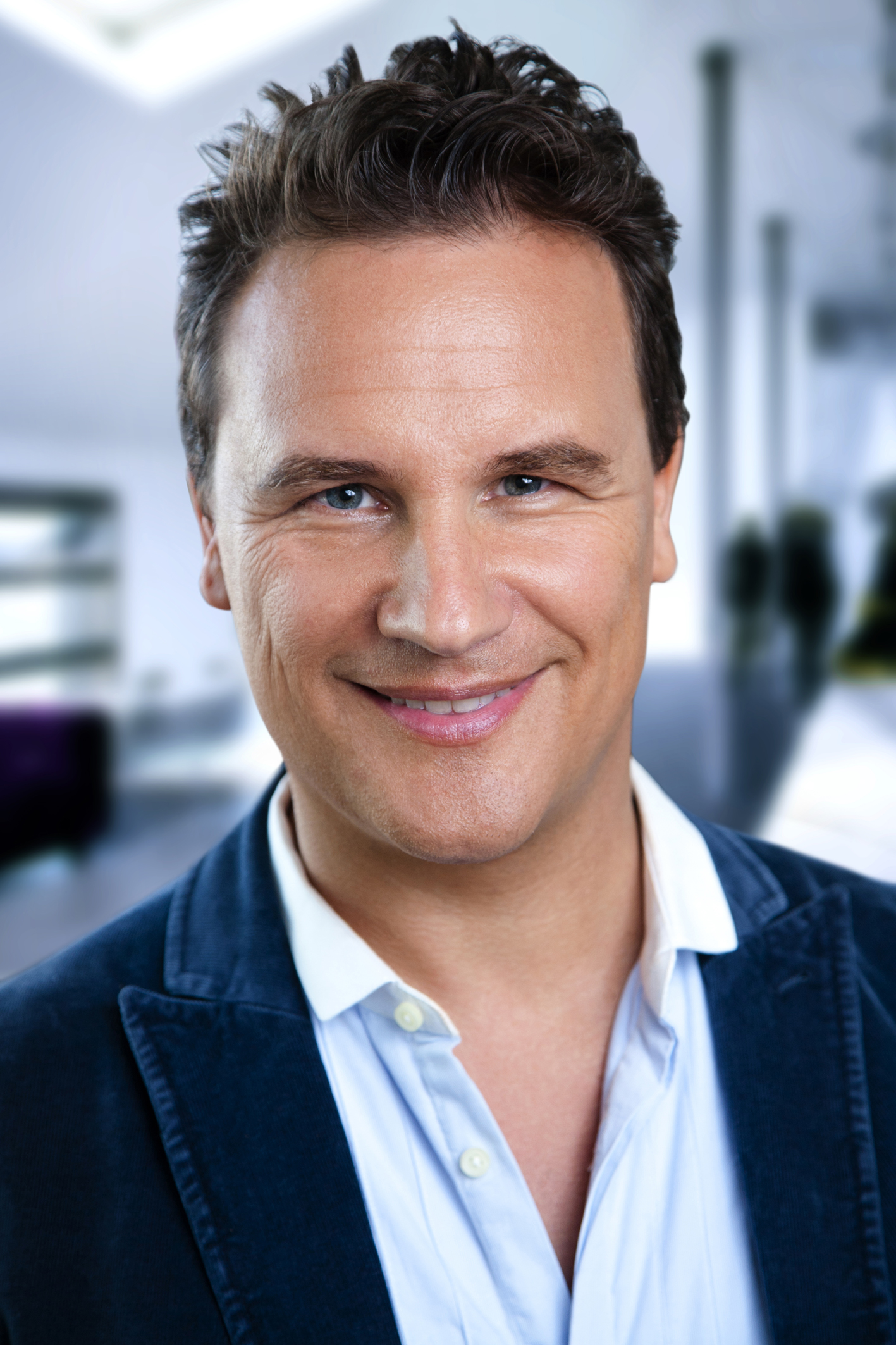
Guido Maria Kretschmer (* 1965)

- Kretschmer, Günther (* 1928), deutscher Jazz- und Unterhaltungsmusiker (Klavier, Orchesterleitung, Arrangement, Komposition)
- Kretschmer, Hans (1887–1976), deutscher Verleger
- Kretschmer, Hans-Jürgen (* 1955), deutscher Jurist und Richter am Bundessozialgericht
- Kretschmer, Holger (* 1966), deutscher Handballspieler und ‑trainer
- Kretschmer, Horst-Peter (1955–2015), deutscher Eishockeyspieler
- Kretschmer, Hubert (* 1950), deutscher Künstler, Verleger und Kunstpädagoge
- Kretschmer, Ingrid (1939–2011), österreichische Kartographin, Geographin und Universitätsprofessorin der Universität Wien
- Kretschmer, Jürgen (* 1943), deutscher Sportdidaktiker
- Kretschmer, Jürgen (* 1947), deutscher Kanute
- Kretschmer, Karl-Heinz (* 1948), deutscher Ingenieur und Politiker (DDR-CDU, CDU), MdL
- Kretschmer, Kilian (* 2001), österreichischer Fußballspieler
- Kretschmer, Konrad (1864–1945), deutscher Geograph
- Kretschmer, Lara (* 2001), deutsche Volleyballspielerin
- Kretschmer, Maxime (* 1994), niederländische Handballspielerin
- Kretschmer, Michael (* 1975), deutscher Politiker (CDU), MdBMichael Kretschmer (* 1975)

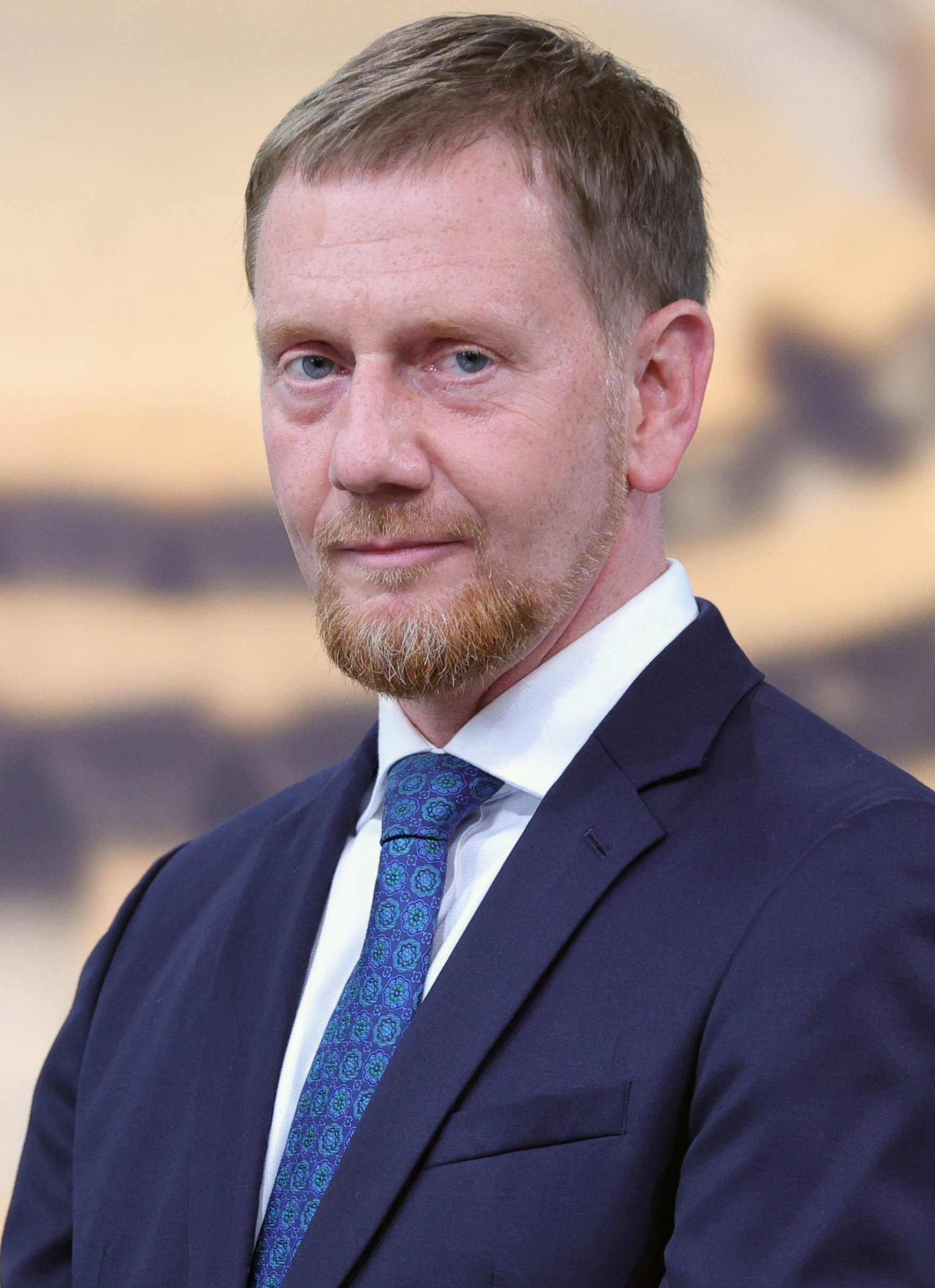
Michael Kretschmer (* 1975)

- Kretschmer, Nils (* 1993), deutscher Handballspieler
- Kretschmer, Otto (1849–1916), deutscher Ingenieur und Hochschullehrer
- Kretschmer, Otto (1912–1998), deutscher Marineoffizier, U-Boot-Kommandant im Zweiten Weltkrieg
- Kretschmer, Otto (1940–2004), deutscher Politiker (SPD), MdL und Justizminister des Freistaats Thüringen
- Kretschmer, Paul (1866–1956), deutscher Linguist
- Kretschmer, Paul (1910–1999), deutscher Kommunalpolitiker (SPD)
- Kretschmer, Peter (1938–2017), deutscher Forscher, Erfinder und Lebensmitteltechnologe
- Kretschmer, Peter (* 1992), deutscher Kanute
- Kretschmer, Robert (1818–1872), deutscher Maler und Zeichner
- Kretschmer, Roman, deutscher Hörspiel- und Synchronsprecher
- Kretschmer, Ronny (* 1975), deutscher Politiker (PDS, Die Linke)
- Kretschmer, Stephan (* 1949), deutscher Offizier
- Kretschmer, Sven (* 1970), deutscher Fußballspieler
- Kretschmer, Theodor (1901–1986), deutscher Offizier, zuletzt Generalmajor im Zweiten Weltkrieg
- Kretschmer, Thomas (1954–2023), deutscher Politiker (CDU), MdL
- Kretschmer, Thomas (* 1955), deutscher Holzbildhauer, Bürgerrechtler und ehemaliger politischer Häftling in der DDR
- Kretschmer, Tim († 2009), deutscher Amokläufer
- Kretschmer, Wilhelm (1806–1897), deutscher Lehrer, Zeichner, Maler und Lithograf
- Kretschmerová, Jaroslava (* 1955), tschechische Schauspielerin
- Kretschy, Moritz (* 2002), deutscher RadsportlerMoritz Kretschy (* 2002)

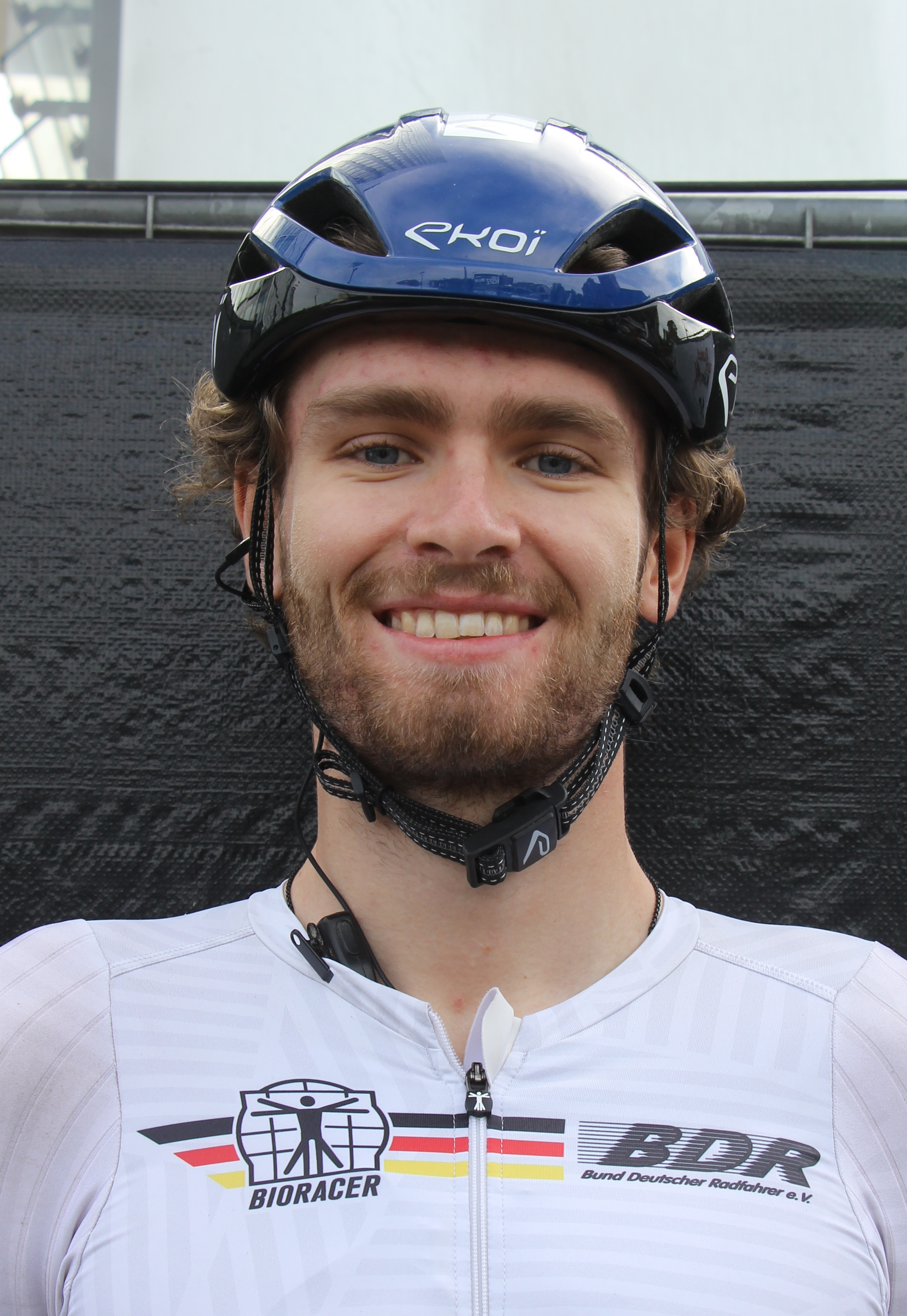
Moritz Kretschy (* 2002)

- Kretser, Michelle de, australische Schriftstellerin

### Krett
- Krett, Nikodém Mikulaš (1912–1983), slowakischer Geistlicher, Priester der Erzeparchie Prešov
- Krettek, Christian (* 1953), deutscher Chirurg und Hochschullehrer
- Krettenauer, Thomas (* 1958), deutscher Musikwissenschaftler und Hochschullehrer
- Krettner, Anton (1849–1899), bayerischer Bürgermeister und Komponist

### Kretz
- Kretz, Claus (1950–2007), deutscher Jurist, Hochschullehrer und Politiker (CDU)
- Kretz, Eric (* 1966), US-amerikanischer Schlagzeuger
- Kretz, Friedrich (* 1952), deutscher Ordensgeistlicher, General der Pallottiner (2004 bis 2010)
- Kretz, Fruzsina (* 1994), ungarische Handball- und Beachhandballspielerin
- Kretz, Henriette (* 1934), polnische Holocaust-Überlebende
- Kretz, Ingrid (* 1959), deutsche Autorin
- Kretz, Johann (1795–1864), österreichischer Handelskammerpräsident und Politiker, Landtagsabgeordneter
- Kretz, Johannes (* 1968), österreichischer Komponist, Lehrer für Computermusik und Musiktheorie
- Kretz, Jürgen (* 1982), deutscher Politiker (Bündnis 90/Die Grünen)
- Kretz, Ludwig, österreichischer Radrennfahrer
- Kretz, Michael (* 1966), österreichischer Politiker (SPÖ), Abgeordneter zum Salzburger Landtag
- Kretz, Nicola (1757–1830), Bäckermeister, Revolutionär der Französischen Revolution sowie Bürgermeister und Stadtdeputierter von Blieskastel
- Kretz, Perry (1933–2020), deutsch-amerikanischer Fotograf und Journalist
- Kretz, Rudolf, österreichischer Radrennfahrer
- Kretz, Ulrich (* 1959), deutscher Fußballspieler
- Kretz, Walter (* 1942), Schweizer Bildhauer
- Kretz, Xavier (1830–1889), französischer Ingenieur
- Kretzen, Friederike (* 1956), deutsch-schweizerische Autorin
- Kretzenbacher, Leopold (1912–2007), österreichischer Volkskundler und Kulturhistoriker
- Kretzer, Henri (* 1895), deutscher Eishockeyspieler und Eisschnellläufer
- Kretzer, Joachim (* 1968), deutscher SchauspielerJoachim Kretzer (* 1968)

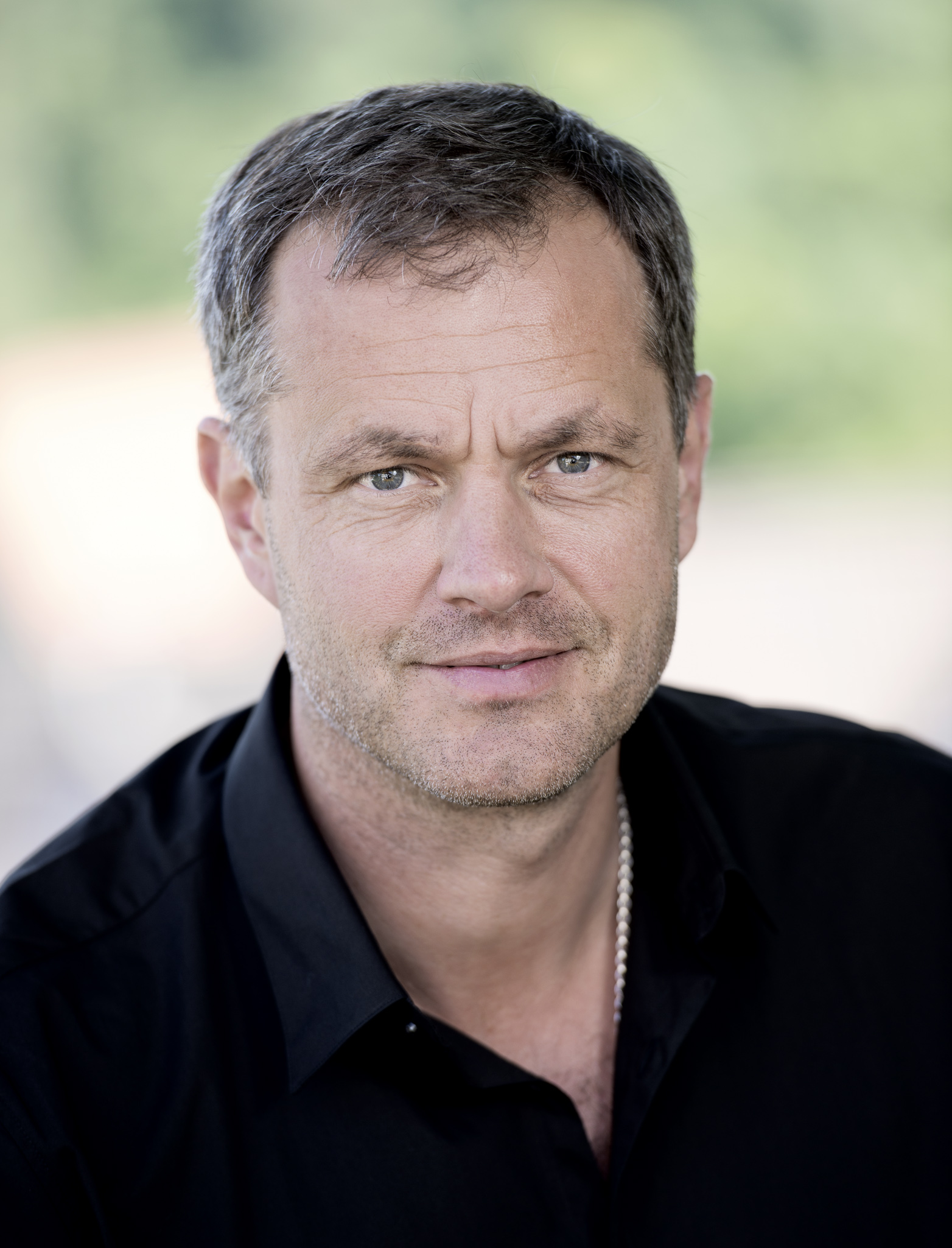
Joachim Kretzer (* 1968)

- Kretzer, Marcus (* 1965), deutscher Pianist
- Kretzer, Max (1854–1941), deutscher Schriftsteller
- Kretzer-Hartl, Ada (1897–1963), deutsche Kinder- und Jugendbuchautorin
- Kretzinger, Esther (* 1983), deutsch- und ungarischsprachige Opern-, Lied-, Konzert- und Oratoriensängerin in der Stimmlage Sopran
- Kretzmer, Herbert (1925–2020), südafrikanischer Liedtexter und Songwriter
- Kretzmer, Lilli (1900–1996), deutsche Juristin
- Kretzmer, Yoni (* 1982), israelischer Jazzmusiker
- Kretzoi, Miklós (1907–2005), ungarischer Paläontologe
- Kretzschmann, Hermann (1886–1964), deutscher Politiker (NSDAP), MdR
- Kretzschmar, Anne-Kathrein (1948–2020), deutsche Schauspielerin
- Kretzschmar, Bernhard (1889–1972), deutscher Maler und Grafiker
- Kretzschmar, Christian († 1768), deutscher Baumeister des Barocks und des Rokokos
- Kretzschmar, Curt (1894–1973), deutscher Dirigent
- Kretzschmar, Eduard (1806–1858), deutscher Holzschneider
- Kretzschmar, Ferdinand (1853–1923), deutscher Richter
- Kretzschmar, Georg (1889–1970), deutscher Maler und Grafiker
- Kretzschmar, Gerald (* 1971), deutscher evangelischer Theologe
- Kretzschmar, Gisela, deutsche Schauspielerin
- Kretzschmar, Gottfried (1930–2001), deutscher evangelischer Praktischer Theologe
- Kretzschmar, Günther (1929–1986), deutscher Komponist
- Kretzschmar, Gustav Woldemar (1799–1854), deutscher Jurist und Politiker
- Kretzschmar, Hans (1953–2014), deutscher Mediziner
- Kretzschmar, Harald (1931–2024), deutscher Karikaturist, Grafiker und Feuilletonist
- Kretzschmar, Heino (1852–1909), deutscher Fabrikbesitzer, Politiker (NLP) und MdL
- Kretzschmar, Heinz (1926–2015), deutscher Jazzmusiker (Klarinette, Alt- und Tenor- und Baritonsaxophon) und Arrangeur
- Kretzschmar, Hellmut (1893–1965), deutscher Archivar und Historiker
- Kretzschmar, Hermann (1848–1924), deutscher Musikwissenschaftler und -schriftsteller
- Kretzschmar, Hermann (* 1958), deutscher Pianist und Komponist
- Kretzschmar, Horst (* 1959), deutscher Polizeibeamter, Sächsischer Landespolizeipräsident
- Kretzschmar, Johann Friedrich (1845–1924), höherer sächsischer Staatsbeamter
- Kretzschmar, Johann Joachim (1677–1740), deutscher Bildhauer
- Kretzschmar, Johannes (1864–1947), deutscher Historiker und Archivar
- Kretzschmar, Johannes (1871–1939), deutscher Generalmajor
- Kretzschmar, Johannes (1898–1957), deutscher Liedtexter
- Kretzschmar, Jörg (* 1964), deutscher Fußballspieler
- Kretzschmar, Julius (1858–1929), deutscher Bergrechtler und Hochschullehrer
- Kretzschmar, Kendy John (* 1975), deutscher Liedermacher, Musiker, Autor
- Kretzschmar, Lucie-Marie (* 2000), deutsche HandballspielerinLucie-Marie Kretzschmar (* 2000)

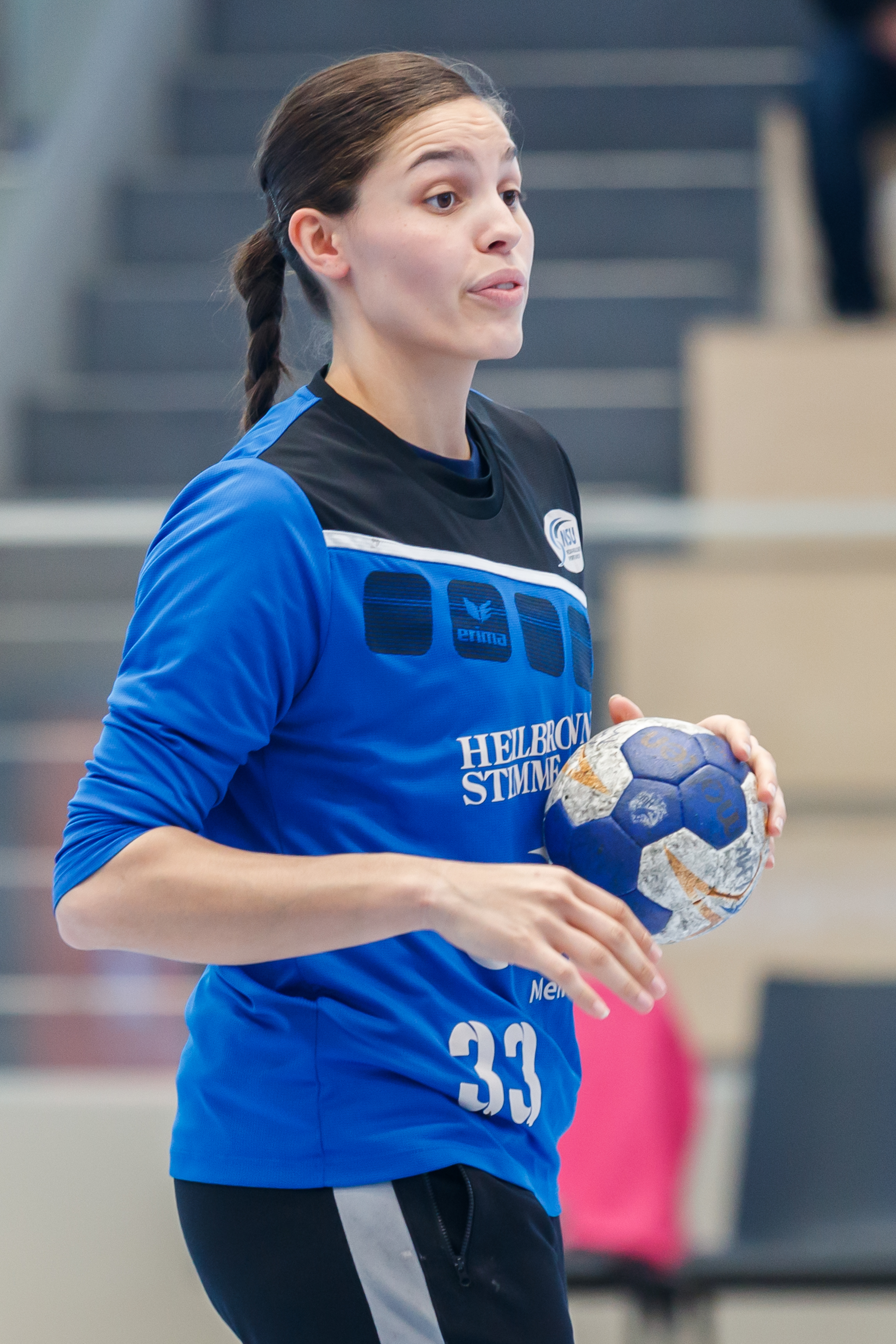
Lucie-Marie Kretzschmar (* 2000)

- Kretzschmar, Martin (1930–2023), deutscher Physiker und Hochschullehrer
- Kretzschmar, Paul Hermann (1863–1938), deutscher Verwaltungsjurist, stellvertretender Oberbürgermeister
- Kretzschmar, Peter (1932–2018), deutscher Handballspieler und -trainer
- Kretzschmar, René (* 1979), deutscher Politiker (Die Linke), MdL Brandenburg
- Kretzschmar, Robert (* 1952), deutscher Archivar und Historiker
- Kretzschmar, Robert (1961–2012), deutscher Jazz- und Bluesmusiker, Arrangeur, Komponist und Musikpädagoge
- Kretzschmar, Robert (* 1983), deutscher Schlagzeuger, Songwriter und Produzent
- Kretzschmar, Stefan (* 1973), deutscher Handballspieler, Handballtrainer und HandballfunktionärStefan Kretzschmar (* 1973)

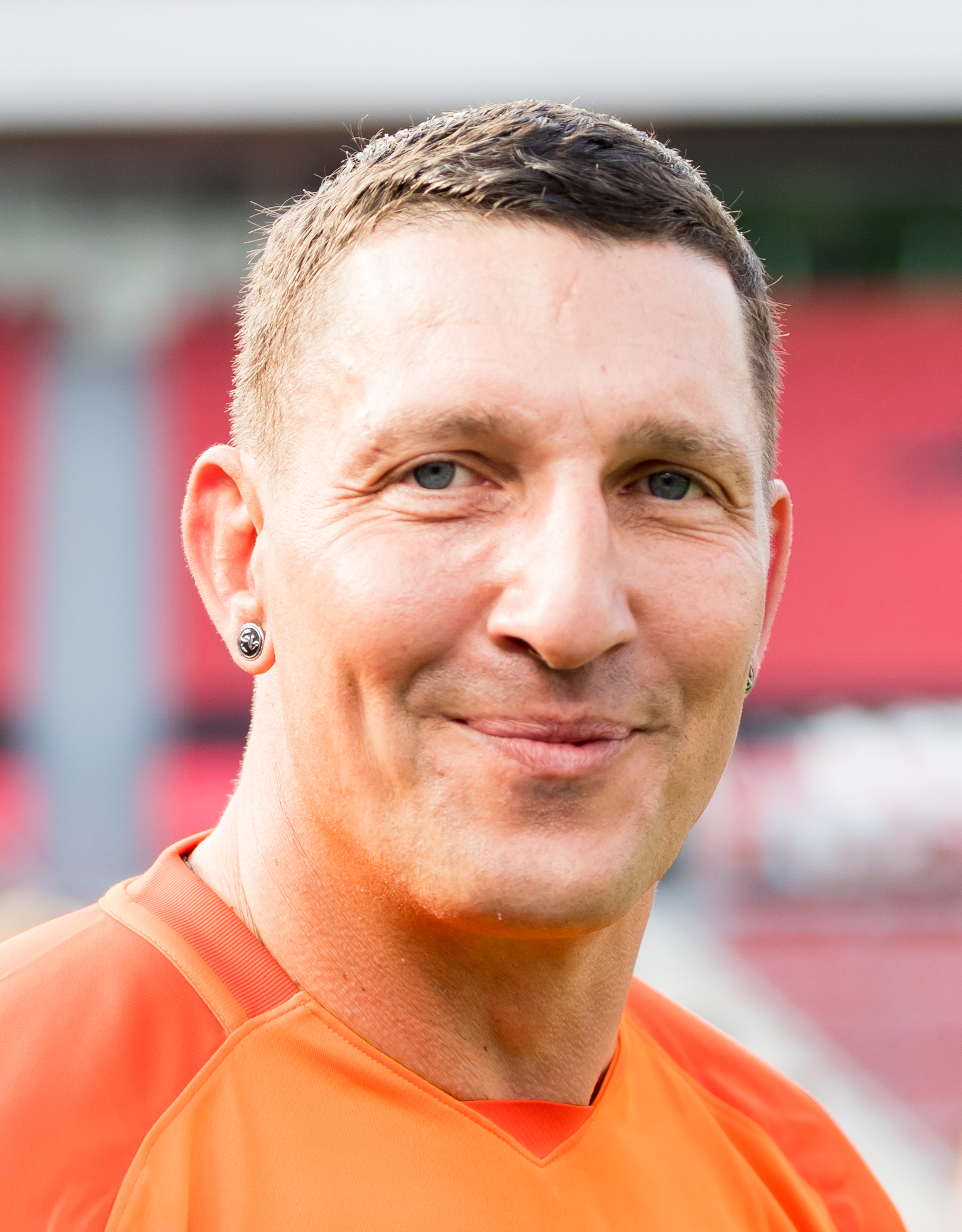
Stefan Kretzschmar (* 1973)

- Kretzschmar, Sven (* 1965), deutscher Fußballspieler
- Kretzschmar, Sven (* 1979), deutscher Biathlet
- Kretzschmar, Sylvi (* 1977), deutsche Performance-Künstlerin und Aktivistin
- Kretzschmar, Till (1955–2018), deutscher Schauspieler und Theaterregisseur
- Kretzschmar, Tom (* 1999), deutscher Fußballspieler
- Kretzschmar, Waltraud (1948–2018), deutsche Handballspielerin
- Kretzschmar, Willy (1890–1962), deutscher Oberkirchenrat
- Kretzschmer, Andreas (1775–1839), deutscher Jurist, geheimer Kriegsrat, Komponist, Musikwissenschaftler und Volksliedforscher
- Kretzschmer, Hermann (1811–1890), deutscher Maler
- Kretzulesco, Ottomar Rodolphe Vlad Dracula Prinz (1940–2007), adoptierter Nachfahre von Vlad III. Drăculea